# Руїни (фільм)
Руїни (англ. The Ruins) — американсько-австралійський фільм жахів 2008 року. Режисер кінофільму — Сартер Сміт. У головних ролях знялися Джонатан Такер, Джена Мелоун, Шон Ешмор, Лаура Ремзі, Джо Андерсон. Сюжет базується на однойменному романі американського письменника Скотта Сміта.
Прем'єра кінофільму відбулася 2 квітня 2008 року в США. В Україні фільм було презентовано 17 квітня.

## Сюжет
Четверо американців — Джефф (Джонатан Такер), Емі (Джена Мелоун), Ерік (Шон Ешмор) і Стейсі (Лаура Ремзі) вирушили до Мексики на канікули. У басейні вони познайомилися з німецьким туристом Матіасом (Джо Андерсон), що запросив їх поїхати до древніх руїн споруд мая, куди вже раніше вирушив його брат Генріх (Джордан Патрік Сміт). Також до них приєднався грек Дімітрі (Дімітрі Бівз), що залишив копію мапи, куди вони вирушили, своїм друзям, що ще не прокинулися.
Місцевий таксист відмовлявся довезти їх до руїн, стверджуючи, що це погане місце. Проте погодився, коли йому запропонували гроші.
Виявилося, що до руїни не так просто дістатися, адже було дуже важко знайти стежку, якою слід йти. Біля стежки туристи побачили двох місцевих дітей, що не відриваючи очей спостерігали за ними. І ось, нарешті вони побачили старовинну споруду мая. Раптом їх оточили місцеві мешканці, що погрожували їм застарілою вогнепальною зброєю. Вони не розуміли ні англійської, ні іспанської, тому туристи не змогли з ними порозумітися. Емі продовжувала фотографувати прибулих чоловіків. Коли Емі наступила на лозу, що покривала руїни, чоловіки стали кричати ще гучніше Дімітрі намагався їх заспокоїти й закрив Емі від незнайомців, проте тоді його вбили пострілом в голову. Перелякані туристи забігли на верхівку руїни. Так вони побачили кілька наметів і дірку, що вела до середини руїни. Генріха й решти археологів там не було. Їхні мобільні телефони не ловили сигналу. Тоді вони почули всередині руїни телефонний дзвінок — Матіас сказав, що це телефон його брата, тому швидко почав спускатися туди. Проте мотузка раптово обірвалася, він впав і зламав хребет. За ним спустили Стейсі, проте цього разу мотузки не вистачило. Стрибнувши, вона пошкодила ногу. Наступною вирішили спустити Емі, щоб разом дівчата підняли Матіаса. Емі не хотіла чіпати хлопця зі зламаним хребтом, проте вони наважилися — спина Матіаса гучно хруснула, проте його вдалося підняти на поверхню.
Наступного ранку Стейсі та Емі запалили факели й спустилися всередину руїни, щоб знайти телефон, що телефонував час від часу. Натомість вони побачили кілька трупів молодих дівчат-археологів і дізналися, що цей звук видає не мобільний, а квіти плюща, що оповив усю руїну. Рослина почала гнатися за дівчатами й вони швидко піднялися нагору. Також вони з подивом дізналися, що рослина харчується людською кров'ю і плоттю: вона оповила поранені ноги Стейсі та Матіаса й забралася в них. Оскільки Матіас був паралізований до пояса, він нічого не відчув. Коли товариші виявили це, було вже пізно: рослини обгризли його ноги до кісток.
Коли стан Матіаса погіршився, Джефф, що вчиться на лікаря, ампутував йому дві ноги за допомогою ножа. Рослина миттєво поглинула відрубані кінцівки хлопця. Стейсі натомість охопила потреба витягнути із себе рослину. Джефф двічі розрізав їй тіло, щоб дістати її, проте виявилося, що рослина поширилася по всьому тілу, а також у голову дівчини. Тоді Стейсі самотужки почала різати себе. Джефф та Ерік підійшли до неї, щоб заспокоїти, проте вона поранила Джеффа й вбила Еріка. Потім Стейсі благала, щоб її вбили і Джефф зробив це тим самим ножем.
Коли зі Стейсі трапилася істерика, рослина залізла всередину Матіаса й вбила його.
Місцеві мешканці чатували на них, щоб не пропустити хижу рослину на решту території. У Джеффа й Емі закінчилася вода й харчі, тому вони більше не могли чекати ні на допомогу, ні на друзів Дімітрія, що лишилися в готелі. Тоді Джефф вимастив Емі кров'ю Стейсі. Він удав, що його дівчина померла й поклав її на землю під руїнами, а сам відвертав увагу місцевих охоронців. Емі вдалося втекти, проте в цей час Джеффа застрелили. Емі біжить під кулями і встигає втекти на автомобілі. Однак рослини заразили і її, і ми бачимо їх пагони, що проростають крізь тіло дівчини.
Фільм закінчується тим, що до руїни, на якій вже не залишилося живих людей, прийшли товариші Дімітрія.

### Альтернативний фінал
У повній версії фільму є сцена, у якій нам показують кладовище, на якому чоловік, насвистуючи пісеньку, висаджує свіжі квіти на могилах. Зупинившись, він чує дивний звук, що виходить від однієї з могил. Коли він підходить ближче, ми бачимо могилу, на якій написано «Емі» 1986—2006. Звук виходив від дивної квітки, яка невідомо звідки проросла крізь землю. Але це був не просто шум, квітка точно повторювала мотив пісні, що насвистував садівник. Садівник нахиляється і торкається квітки, на цьому музика обривається і екран стає темним.

## У головних ролях
| Актор               | Роль        |
| ------------------- | ----------- |
| Джена Мелоун        | Емі         |
| Джонатан Такер      | Джефф       |
| Лаура Ремзі         | Стейсі      |
| Шон Ешмор           | Ерік        |
| Джо Андерсон        | Матіас      |
| Дімітрі Бівз        | Дімітрі     |
| Джессі Рамірез      | Майан       |
| Джордан Патрік Сміт | Герніх      |
| Бар Палі            | Археологиня |

## Кінокритика
На сайті Rotten Tomatoes кінофільм здобув рейтинг у 48 % (40 схвальних відгуків і 45 не схвальних). На сайті Metacritic рейтинг фільму становить 44.